# Atakebune

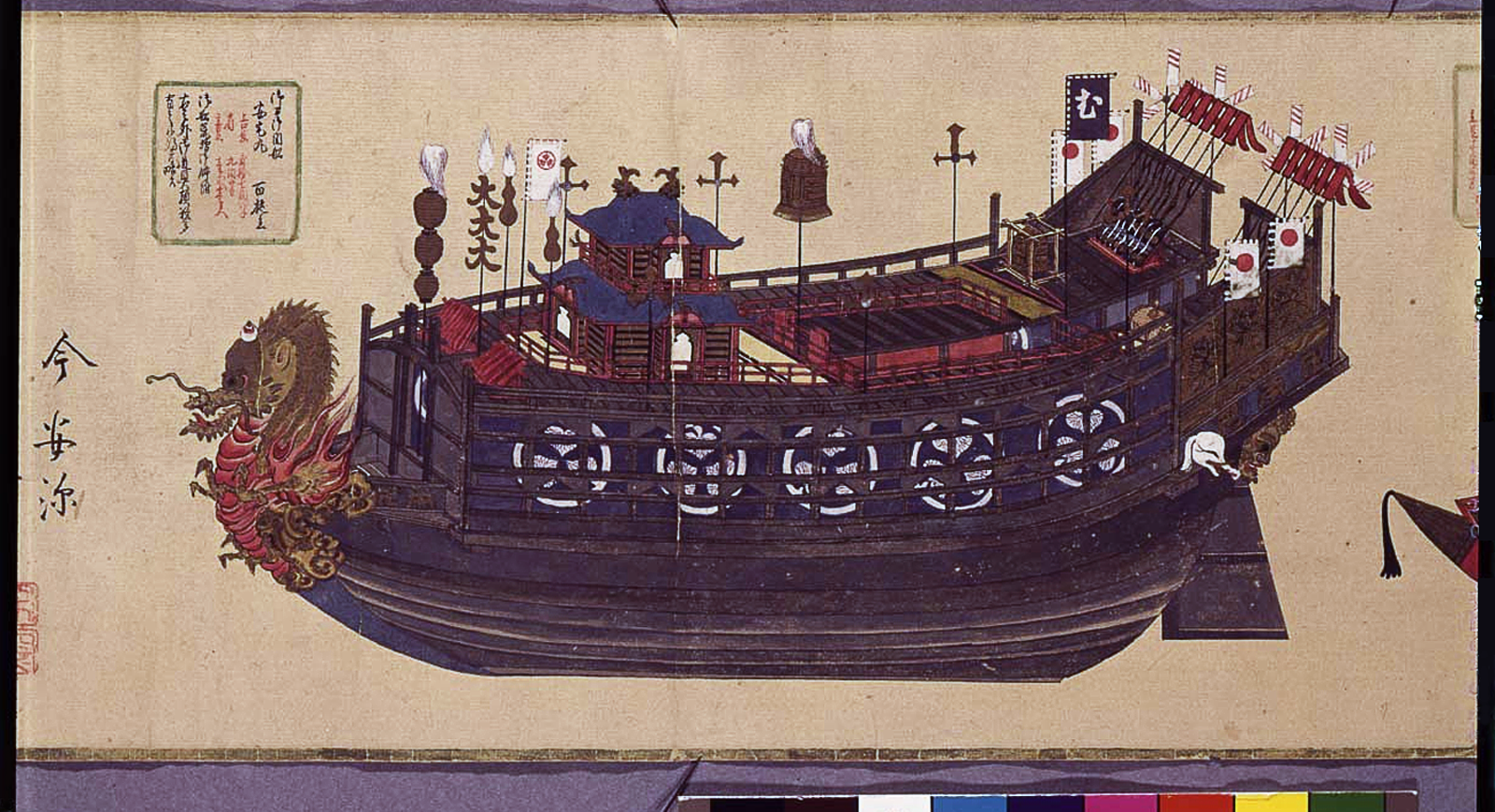
Illustrazione di una Atakebune del periodo Tokugawa

Le Atakebune (安宅船?) erano grandi navi da guerra, usate in Giappone tra il XVI e il XVII secolo durante l'epoca Sengoku, periodo caratterizzato da lotte intestine per la supremazia politica, combattute tra i vari feudi in cui era diviso il Paese. Per le sue caratteristiche e funzioni, può essere considerata un tipo primitivo di batteria galleggiante.

## Storia
A partire dalla seconda metà del XVI secolo, i vari feudatari in lizza per la supremazia sul territorio giapponese intrapresero importanti sforzi in campo navale, facendosi costruire vaste flotte composte da centinaia di navi destinate al combattimento costiero. Tra queste le più grandi, nonché generalmente le più potenti, erano le Atakebune.
Nel 1578, secondo i diari dell'abate di Tamon-I, il daimyō Oda Nobunaga ordinò la costruzione di sei Atakebune ricoperte di ferro.

## Caratteristiche tecniche

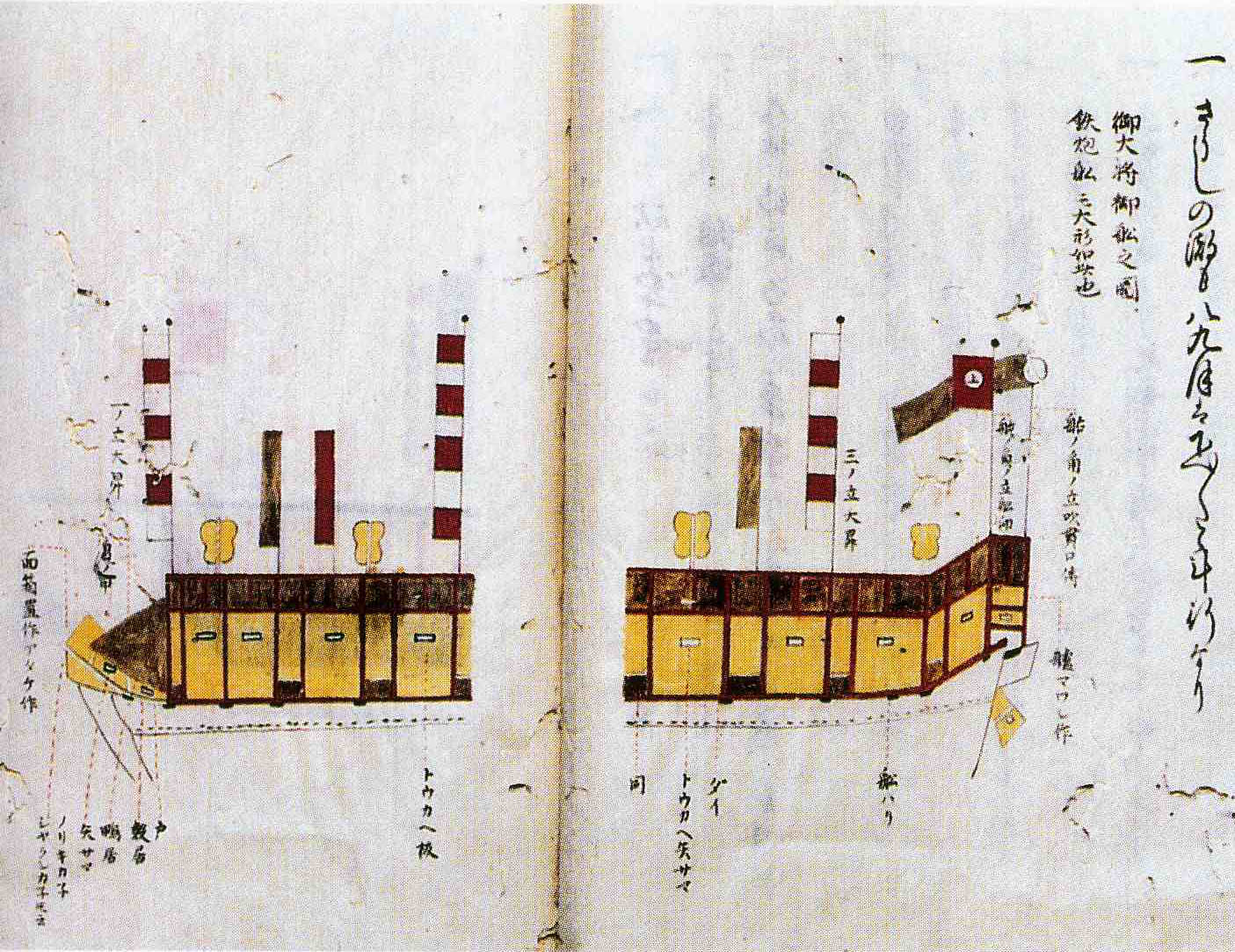
Vista in sezione di una Atakebune

Queste navi erano chiamate anche Tekkōsen (鉄甲船?), che letteralmente significa "navi di ferro".
Questo non stava a indicare che esse erano costruite in ferro, ma che la loro sovrastruttura poteva essere stata rinforzata con piastre di ferro, per una maggiore protezione da artiglieria e frecce infuocate.
L'effettiva presenza di una corazzatura è motivo di dibattito, in quanto le testimonianze di occidentali presenti all'epoca sono contrastanti. Il missionario gesuita italiano Gnecchi-Soldo Organtino descrisse queste navi come protette da piastre di ferro spesse 2-3 cm. 
Le Atakebune furono descritte anche da un altro missionario gesuita, il portoghese Luís Fróis, che però non menzionò alcuna protezione in ferro.
L'armamento era composto da un paio di cannoni e da numerosi archibugi di grosso calibro.
Le Atakebune erano molto grandi, l'equipaggio era di circa un centinaio di uomini, e imbarcavano un pesante armamento. Quindi, anche senza la corazzatura di ferro, probabilmente il peso era tale da compromettere l'impiego di vele, e difatti la propulsione era a remi.
La scarsa mobilità le rendeva più simili a delle fortezze galleggianti che a delle navi vere e proprie, tanto che furono impiegate solo in azioni costiere.

## Servizio
Oda sconfisse la flotta del rivale Mōri Terumoto alla foce del fiume Kizu, vicino a Osaka, nella seconda battaglia di Kizugawaguchi. Le navi di Oda, le migliori tra le Atakebune, furono utilizzate un po' in contrasto con le tattiche navali giapponesi del tempo, che vedevano il combattimento navale più come una battaglia tra gli equipaggi delle navi, piuttosto che tra le navi stesse. Difatti, la tattica principale era di avvicinarsi tanto alla nave avversaria da poterla abbordare, questo era giustificato dall'elevata abilità dei militari giapponesi nel combattimento corpo a corpo.
Durante le invasioni giapponesi della Corea le carenze di queste navi divennero evidenti quando si confrontarono con le Panokseon coreane. Grazie a una struttura più robusta, le navi avversarie potevano ospitare un numero decisamente maggiore di cannoni, questo permetteva loro di ingaggiare combattimenti a distanza col solo fuoco di artiglieria, in contrasto con le tattiche giapponesi che prevedevano il combattimento ravvicinato.